# أندريه دوريه
أندريه دوريه هو لاعب هوكي الجليد كندي، ولد في 11 فبراير 1958 في مونتريال في كندا.

## وصلات خارجية
- أندريه دوريه على موقع دوري الهوكي الوطني (الإنجليزية)
- أندريه دوريه على موقع EliteProspects.com (الإنجليزية)
- أندريه دوريه على موقع HockeyDB.com (الإنجليزية)
- أندريه دوريه على موقع Hockey-Reference.com (الإنجليزية)